# Меморијални комплекс Батинска битка
|  | Овај чланак је део чланка о Споменицима посвећеним Народноослободилачкој борби 1941—1945. |

Меморијални комплекс „Батинска битка“ отворен је 1976. године у знак сећања на учеснике Батинске битке новембра 1944. године.

## Историјат

### Контекст
|  | Овај чланак је део чланка о Споменицима посвећеним Народноослободилачкој борби 1941—1945. |

#### Батинска битка
Батинска битка, у чију славу и спомен је подигнут меморијални комплекс, се одиграла између 11. и 19. новембра 1944. године код места Батина у данашњој Хрватској и била је део шире будимпештанске офанзиве Црвене армије крајем 1944. године, те након Београдске операције друга највећа заједничка војна операција совјетске војске и јединица НОВЈ.
Битка се одиграла у војно-политичком контексту 1944. године који је био повољан за савезнике антихитлеровске коалиције. Након успешне летње офанзиве Црвене армије, отворила се могућност пребацивања ратних операција са територије СССР на простор источне Пруске, Пољске, па и саме Немачке. На јужном краку источног фронта, Црвена армија је избацила из строја немачке савезнице Бугарску и Румунију и избила у житородна подручја средњег Подунавља. Избијањем на југословенску и мађарску границу, још две важне и привредно значајне престонице су постале угрожене — Беч и Будимпешта. На западном фронту Немци под притиском англо-америчке офанзиве бивају присиљени на повлачење на француско-немачку границу, те након успешне офанзиве септембра 1944. западни савезници избијају на доњи ток Рајне. У Италији се води позициони рат са распламсавањем покрета отпора у немачкој позадини, док су на Балкану Немци присиљени да се евакуишу са својих преосталих база на Егејском и Средоземном мору и из Грчке, на коју се искрцавају Енглези. Тиме је Немачка јесени 1944. готово потпуно изолована и доведена у обруч стратешког окружења који се све више стезао.
Очекујући да ће совјетске трупе након јашо-кишињевске операције кренути ка Босфору и Дарданелима, те рачунајуи на англо-совјетска интересна размимоилажења, Немци су тежили да се што дуже одрже на простору Балкана. Овом проценом су пак изгубили драгоцено време за повлачење својих трупа са овог простора (Група армија „Е“) ради правовременог супротстављања совјетским и јединицама НОВЈ у офанзиви у Подунављу.
Простор који је Немачка бранила је био од доста велике стратешке важности за њен ратни напор. Изгубивши богата нафтоносна подручја у Румунији и важну сировинску базу на Балкану начелно, Немци су по сваку цену тежили да задрже нафтоносно подручје око Нађикањиже и бечке рафинерије, које су у том моменту прерађивале око 80% укупне производње овог важног материјала без ког наставак рата не би био могућ.

## Уређење
У саставу Меморијалног комплекса налази се споменик Црвеној армији „Победа“, рад академског кипара Антуна Аугустинчића, подигнут на месту најжешћих борби (тзв. „крвава кота 169“), Спомен-дом с две изложбене просторије и сталном музејском изложбом о Батинској бици те Спомен-парк и заједничка гробница са посмртним остацима 1.297 бораца Црвене армије. Током рата у Хрватској, 90-их година 20. века, већина музејских предмета је сачувана иако су простори претрпели штете. Због неоспорног значаја Батинске битке, на иницијативу Министарства културе РХ, започело се са израдом новог музеолошког постава у грађевински обновљеном Спомен-дому.
Споменик „Победе“, импозантни обелиск подигнут је 1947. године на платоу „Градац“ и висок је 26,5 m. Споменик се састоји из три дела. Централни стуб у основи петоугаоника са пет скулптура. Група у прочељу представља црвеноармејце у јуришу, изведене као рељефе у бронзи. Од првог већег платоа води 27 степеника на мањи плато на коме је обелиск висок 19,5 m и на њему се налази бронзана фигура „Победа“ висока 7 m. „Победа“ држи у рукама бакљу. Испод споменика је велика костурница у којој су сахрањени посмртни остаци 1297 бораца. У непосредној близини споменика „Победа“ подигнут је 1979. године Спомен-дом батинској бици. Дом заузима простор од 500 m² и саграђен је по пројекту Срећка Лончаревића. У Спомен-дому смештена је стална поставка Батинске битке. На крвавој коти 169 и данас су видљиви остаци бункера и ровова. У самом месту Батина постоје из 19. века четири подрума засвођена бачвастим сводовима, изнад којих је насут слој затрављене земље. У овим подрумима радила је привремена војна болница и амбуланта Југословенске и Црвене армије, током Батинске битке.
Један део меморијалног комплекса, тачније Спомен-музеј, изграђен 1981. године, налази се на бачкој обали Дунава, на српској страни. Музеј је дуго био руиниран јер је служио за стационирање војних јединица током ратних дејстава у Хрватској. Средствима покрајинске Владе Војводине и града Сомбора музеј је обновљен и са новом музејском поставком свечано отворен за јавност на 73. годишњицу Батинске битке 11. новембра 2017.

### Књиге и научни чланци
- Adamec, Ana (1982). „Augustinčić u Gliptoteci JAZU u Zagrebu”. Anali Galerije Antuna Augustinčića. Klanjec. 2: 13—30.
- Алфиревић, Ђорђе И. (2015). Експресионизам у архитектури XX века у Србији (докторска дисертација) (PDF). Београд: Архитектонски факултет Универзитета у Београду. Архивирано из оригинала (PDF) 12. 06. 2018. г. Приступљено 08. 06. 2018.
- Balić, Milan (1976). Spomenici kulture Valpovštine : I dio. Valpovo: Društvo prijatelja starina Valpovo.  121493511
- Bandula, Snježana (1983). „Monumentalna plastika Antuna Augustinčića; (diplomski rad).”. Anali Galerije Antuna Augustinčića. Klanjec: Galerija Antuna Augustinčića (3): 21—65.
- Božić, Nikola (1978). Batinska bitka (PDF). Beograd: Izdavačka organizacija „Rad“.  11798023
- Božić, Nikola (1981). Batina historijski spomenik. Osijek: Međuopćinski odbor SUBNOR-a za Slavoniju i Baranju.  45517575
- Vujčić, Davorin (2007). „Majstorske radionice likovnih umjetnosti: Majstorska radionica Antuna Augustinčića” (PDF). Anali Galerije Antuna Augustinčića. Klanjec: Galerija Antuna Augustinčića. XXVI (2006) (26): 35—86.
- Vujčić, Davorin (2012). „Spomenik zahvalnosti Crvenoj armiji”. poglavlje u katalogu: Refleksije vremena 1945.-1955, 12. prosinca 2012. — 10. ožujka 2013. Galerija Klovićevi dvori (ur. Jasmina Bavoljak). Zagreb: Galerija Klovićevi dvori. стр. 127—138. Архивирано из оригинала 16. 06. 2018. г. Приступљено 16. 06. 2018.
- Grbić, Maro (1985). „Zajednički radovi Antuna Augustinčića i Frana Kršinića.”. Anali Galerije Antuna Augustinčića. Klanjec: Galerija Antuna Augustinčića (5): 3—23.
- Grupa autora (2002). Rušenje antifašističkih spomenika u Hrvatskoj 1990—2000 : II izdanje s dodatkom. Zagreb: Savez antifašističkih boraca Hrvatske.  1024552333
- Дедић, Славомир (2017). „Кратко предавање о Батинској битки” (PDF). Сомбор: Историјско друштво „Милош С. Милојевић“ Сомбор: 1—10.
- Deranja Crnokić, Anuška; Jelavić Livaković, Ines (2015). „Pravna zaštita poslijeratne arhitekture ostvarene u razdoblju od 1945. do 1990. godine na području Republike Hrvatske — doprinos valorizaciji i očuvanju” (PDF). Godišnjak zaštite spomenika kulture Hrvatske. 39: 17—36. Архивирано из оригинала (PDF) 18. 11. 2017. г. Приступљено 08. 06. 2018.
- Dimić, Ljubodrag (1988). Agitprop kultura : agitpropovska faza kulturne politike u Srbiji 1945—1952. Beograd: Rad.  30616583
- Donadić, Petra (2015). Spomenička plastika Vojina Bakića (diplomski rad) (PDF). Zagreb: Filozofski fakultet Sveučilišta u Zagrebu.
- Dragosavljević, Mirjana; Miletić, Miloš; Radovanović, Mirjana (2016). Lekcije o odbrani : Prilozi za analizu kulturne delatnosti NOP-a (PDF). Beograd: Rosa Luxemburg Stiftung Southeast Europe. Архивирано из оригинала (PDF) 25. 07. 2018. г. Приступљено 25. 07. 2018.  229144332
- Живанчевић, Јелена А. (2012). Социјалистички реализам у архитектонској и урбанистичкој теорији и пракси Југославије (докторска дисертација). Београд: Архитектонски факултет Универзитета у Београду.
- Живановић, Милана (2019). Руски гробни комплекси у Србији у 20. веку : докторска дисертација. Београд: [М. В. Живановић].  530948503
- Живановић, Милана (2020). И крст и петокрака : руски гробни комплекси у Југославији у 20. веку. Београд: Институт за новију историју Србије, (Београд : Чигоја штампа).  18590217
- Završne operacije za oslobođenje Jugoslavije : učesnici govore : naučni skup 23. i 24. april 1985 (PDF). Beograd: Vojnoizdavački i novinski centar. 1986.  27908615
- Jokić, Gojko (1986). Jugoslavija : Spomenici revolucije : turistički vodič (PDF). Beograd: Turistička štampa.  11699719
- Jugoslavija : spomenici revoluciji ; ur. Miloš Bajić. Beograd; Sarajevo: SUBNOR Jugoslavije; Svjetlost. 1968.  3036679
- Jugoslovenska skulptura 1870—1950 (ur. Miodrag B. Protić). Beograd: Muzej savremene umetnosti. 1975.  1931015
- Kečkemet, Duško (1966). „Javni spomenici u Hrvatskoj do Drugog svetskog rata” (PDF). Život umjetnosti. Zagreb: Institut za povijest umjetnosti (2): 3—17.
- Kirjakov, Jovan (1981). Stalna postavka Muzeja Batinske bitke. Novi Sad: Prosveta.  6707207
- Kovač, Tatjana; Vojnović, Mijo (1976). U spomen revoluciji. Split: Institut za historiju radničkog pokreta Dalmacije.  41031692
- Kolacio, Zdenko (1984). Spomenici i obilježja = Monuments and memorials : 1953-1982. Zagreb: Globus.  3288839
- Kolešnik, Ljiljana (1992). „Realistička konstanta i socrealističke manifestacije u umjetnosti Antuna Augustinčića”. Anali Galerije Antuna Augustinčića. Klanjec: Galerija Antuna Augustinčića (12): 49—73.
- Kolešnik, Ljiljana (1994). „Ikonografija socrealizma u opusu Antuna Augustinčića”. Peristil : zbornik radova za povijest umjetnosti. 37/1: 169—176.
- Kolešnik, Ljiljana (2006). Između istoka i zapada: hrvatska umjetnost i likovna kritika pedesetih godina. Zagreb: Institut za povijest umjetnosti.
- Koljanin, Ana-Marija (2004). „Recentna umjetnička produkcija na prostoru Baranje” (PDF). Godišnjak ogranka Matice hrvatske Beli Manastir. Beli Manastir. 1: 109—122.
- Kulić, Vladimir (2009). Land of the In-between. Modern Architecture and the State in Socialist Yugoslavia, 1945–65 (doctoral dissertation) (на језику: енглески). Austin: The University of Texas at Austin.
- Kultura i umjetnost u NOB-u i socijalističkoj revoluciji u Hrvatskoj : zbornik; (ur. Ivan Jelić, Dunja Rihtman-Augustin, Vice Zaninović) (PDF). Zagreb: Institut za historiju radničkog pokreta Hrvatske : Izdavačko preduzeće „August Cesarec“. 1975.  16534109
- Maković, Zvonko (2013). „Spomenička plastika Vojina Bakića (Vojin Bakić's Memorial Monuments)”. Vojin Bakić. Svjetlosne forme (katalog retrospektive Vojina Bakića), Muzej suvremene umjetnosti. Zagreb: 163—216.
- Mališa, Josip (1987). U spomin revoluciji i narodnooslobodilačkoj borbi : zbornik spomenika revoluciji povodom obilježavanja 50. godišnjice dolaska druga Tita na čelo KPJ i 50. godišnjice osnivanja KP Hrvatske. Trogir: Koordinacioni odbor za njegovanje revolucionarnih tradicija : Fond za razvijanje i njegovanje tekovina revolucije i NOR-a.  45291788
- Манојловић Пинтар, Олга (2005). Идеолошко и политичко у споменичкој архитектури Првог и Другог светског рата на тлу Србије (докторска дисертација). Београд: Филозофски факултет Универзитета у Београду.  512801175
- Manojlović Pintar, Olga (2008). „Uprostoravanje ideologije: Spomenici Drugog svetskog rata i kreiranje kolektivnih identiteta”. Igor Graovac (prir.), Dijalog povjesničara/istoričara, 10/1, Osijek 22—25. rujna 2005. Zagreb: Friedrich Neumann Stiftung: 287—307.
- Manojlović Pintar, Olga (2014). Arheologija sećanja, spomenici i identiteti u Srbiji 1918 – 1989. Beograd: Udruženje za društvenu istoriju, Čigoja štampa.  208226060
- Maroević, Tonko (1989—1990). „Nemimetičkome stoljeću usprkos.”. Anali Galerije Antuna Augustinčića. Klanjec: Galerija Antuna Augustinčića (9—10): 31—43.
- Мереник, Лидија (2013). Политички простори умтености 1929—1950 : борбени реализам и социјалистички реализам : 20. децембар 2013 — 20. фебруар 2014 [каталог изложбе]. Нови Сад: Галерија ликовне уметности поклон збирка Рајка Мамузића. стр. 1—9.  282221319
- Miletić, Miloš; Radovanović, Mirjana; Knežević, Vida; Komelj, Miklavž; Kirn, Gal; Hanček, Ivana; Vuković, Vesna; Kutleša, Ana (2017). Lekcije o odbrani : Da li je moguće stvarati umetnost revolucionarno? (PDF). Beograd: KURS & Rosa Luxemburg Stiftung Southeast Europe. Архивирано из оригинала (PDF) 24. 08. 2018. г. Приступљено 24. 08. 2018.  247202060
- Milorad Berbakov — Tabakovićeva nagrada za arhitekturu (PDF). Novi Sad: Društvo arhitekata Novog Sada. 2003.
- Милорадовић, Горан (2007). „Прах праху: Стаљинистички погребни ритуали у социјалистичкој Југославији” (PDF). Годишњак за друштвену историју. 1—3: 83—106. Архивирано из оригинала (PDF) 12. 06. 2018. г. Приступљено 08. 06. 2018.
- Милорадовић, Горан (2012). Лепота под надзором : совјетски културни утицаји у Југославији : 1945-1955. Београд: Институт за савремену историју.  190120460
- Mohar, Katarina (2013). „“Freedom is a Monument”: The Victory Monument in Murska Sobota — Its Erection, Destiny and Context” (PDF). Acta historiae artis Slovenica (на језику: енглески). Ljubljana. 18/2: 115—130.
- Nikolić, Mila (2013). Klasteri i mreže muzeja u Srbiji: Vojvodina (PDF). Novi Sad: Fakultet tehničkih nauka Univerziteta u Novom Sadu. Архивирано из оригинала (PDF) 12. 06. 2018. г. Приступљено 08. 06. 2018.
- Обреновић, Виолета Н. (2013). Српска меморијална архитектура 1918—1955 (докторска дисертација). Београд: Филозофски факултет Универзитета у Београду.
- Pavić, Vladimira (2001). „Ratne štete na muzejima i muzejskoj građi u Hrvatskoj —metodologija popisa i prezentacija podataka” (PDF). Zbornik I. kongresa hrvatskih povjesničara umjetnosti (Zagreb, 15.–17.XI. 2001): 375—382.
- Pavičić, Snježana (2012—2015). „Neka zapažanja o Spomeniku zahvalnosti Crvenoj armiji u Batinoj Skeli” (PDF). Anali Galerije Antuna Augustinčića. Klanjec: Galerija Antuna Augustinčića. XXXII–XXXV (2012.—2015) (32—33/34—35): 249—260.
- Patković, Milenko; Plećaš, Dušan (1975). Izbor spomen-obilježja Narodnooslobodilačkog rata Jugoslavije : vodič uz kartu. Osijek: Glas Slavonije.  117881351
- Pejić, Luka (2015). „Analiza propagandnog diskursa Narodne fronte Jugoslavije u Osijeku s posebnim osvrtom na list Glas Slavonije (1945. – 1947)” (PDF). Glas arhiva Slavonije i Baranje. 43: 270—303.
- Pintarić, Snježana (1986). „Spomenik palim Šumadincima.”. Anali Galerije Antuna Augustinčića. Klanjec: Galerija Antuna Augustinčića (6): 31—43.
- Pintarić, Snježana (1992). „Javni i nadgrobni spomenici Antuna Augustinčića (magistarski rad)”. Zagreb: Galerija Antuna Augustinčića.
- Путник, Владана (2012). „Естетика и улога меморијалних паркова у Југославији на примеру спомен-комплекса „Кадињача“”. Простори памћења: архитектура: 290—301.
- Revolucionarno kiparstvo; [tekst Juraj Baldani]. Zagreb: Spektar. 1977.  49820935
- Sjećanja u kamen uklesana : spomenici radničkog pokreta i narodne revolucije u Hrvatskoj. Zagreb: Ured za informacije Izvršnog vijeća Sabora Narodne republike Hrvatske. 1960.  239034636
- Spomenici revolucionarnog radničkog pokreta i narodnooslobodilačke borbe na području Slavonije i Baranje / [priredili Ančić Zorica ... [et al.] ; fotografije Bartolović Rudolf i Jocović Novak]. Osijek: Općinska konferencija SKH, Odbor za proslavu 50-godišnjice SKJ, SKOJ i SSJ : Regionalni zavod za zaštitu spoemnika kulture. 1969.  162809863
- Spomenici revolucionarnoga radničkog pokreta, narodnooslobodilačkog rata i socijalističke revolucije: kategorizacija. Zagreb: Republički zavod za zaštitu spomenika kulture, Odbor za spomen-obilježavanje povijesnih događaja i ličnosti Sabora SRH. 1986.  31355143
- Ćalović, Dragan (2011). „Srpska kulturna baština i socijalistički realizam” (PDF). Megatrend revija. Beograd: Megatrend univerzitet. 8 (2): 321—335. Архивирано из оригинала (PDF) 14. 12. 2018. г. Приступљено 11. 12. 2018.
- Fisković, Cvito (1945). Partizanski spomenici. Split: Slobodna Dalmacija.  90296320
- Horvatinčić, Sanja (2012). „Formalna heterogenost spomeničke skulpture i strategije sjećanja u socijalističkoj Jugoslaviji” (PDF). Anali Galerije Antuna Augustinčića. Klanjec: Galerija Antuna Augustinčića. XXXI (2011) (31): 89—106.
- Horvatinčić, Sanja (2015). „Spomenik, teritorij i medijacija ratnog sjećanja u socijalističkoj Jugoslaviji” (PDF). Život umjetnosti. Zagreb: Institut za povijest umjetnosti (96): 34—61.
- Horvatinčić, Sanja (2017). Spomenici iz razdoblja socijalizma u Hrvatskoj — prijedlog tipologije (doktorski rad). Zadar: Poslijediplomski sveučilišni studij Humanističke znanosti Sveučilišta u Zadru. Архивирано из оригинала 25. 07. 2021. г. Приступљено 06. 06. 2018.
- Šimat Banov, Ive (1984). „Novi prilozi o Augustinčiću (IV).”. Anali Galerije Antuna Augustinčića. Klanjec: Galerija Antuna Augustinčića (4): 3—30.
- Šimat Banov, Ive (2013). Hrvatsko kiparstvo od 1950. do danas. Zagreb: Naklada Ljevak.

### Новински чланци
- Matković, Aleksandar (2018). „Od istorije revolucije do Muzeja prisajedinjenja”. Politički ekstremizmi u muzejima Srbije — Publikacija projekta „Razokviravanje istorije“ Udruženja ReEX, sa prilozima sa seminara održanog u Kulturnom centru Rex 28. januara 2017. godine: 57—63.
- Милојевић, Никола (2014). „Дан када је ослобођена Барања” (PDF). Извор : лист заједничког већа општина. 106: 2. Архивирано из оригинала (PDF) 03. 04. 2016. г. Приступљено 08. 06. 2018.
- Mirosavljev, Bojan (28. 11. 2016). „Beli Manastir OBNOVLJEN SPOMENIK CRVENOARMEJCIMA”. Savez antifašističkih boraca i antifašista Republike Hrvatske. Приступљено 10. 6. 2018.